# ماری نادملینسکا
ماری نادملینسکا (چکی: Marie Nademlejnská؛ ۲۷ ژوئن ۱۸۹۶ – ۲۴ ژانویهٔ ۱۹۷۴) بازیگر اهل چکسلواکی بود.
از فیلم‌هایی که وی در آن نقش داشته‌است، می‌توان به مردان بدون بال، قصه‌های چاپک، دام و پتک جادوگران اشاره کرد.